# Uffizi
Het Palazzo degli Uffizi, kortweg Uffizi, is een palazzo of stadspaleis in de Italiaanse stad Florence. In het paleis, oorspronkelijk het kantoor- of administratiegebouw van de Florentijnse magistratenfamilie De' Medici, is een van de oudste en belangrijkste kunstmusea ter wereld gevestigd: de Galleria degli Uffizi. Het paleis is gelegen naast het Palazzo Vecchio, eveneens eeuwenlang eigendom van de De' Medici's, aan het Piazza della Signoria in het centrum van Florence.

## Geschiedenis

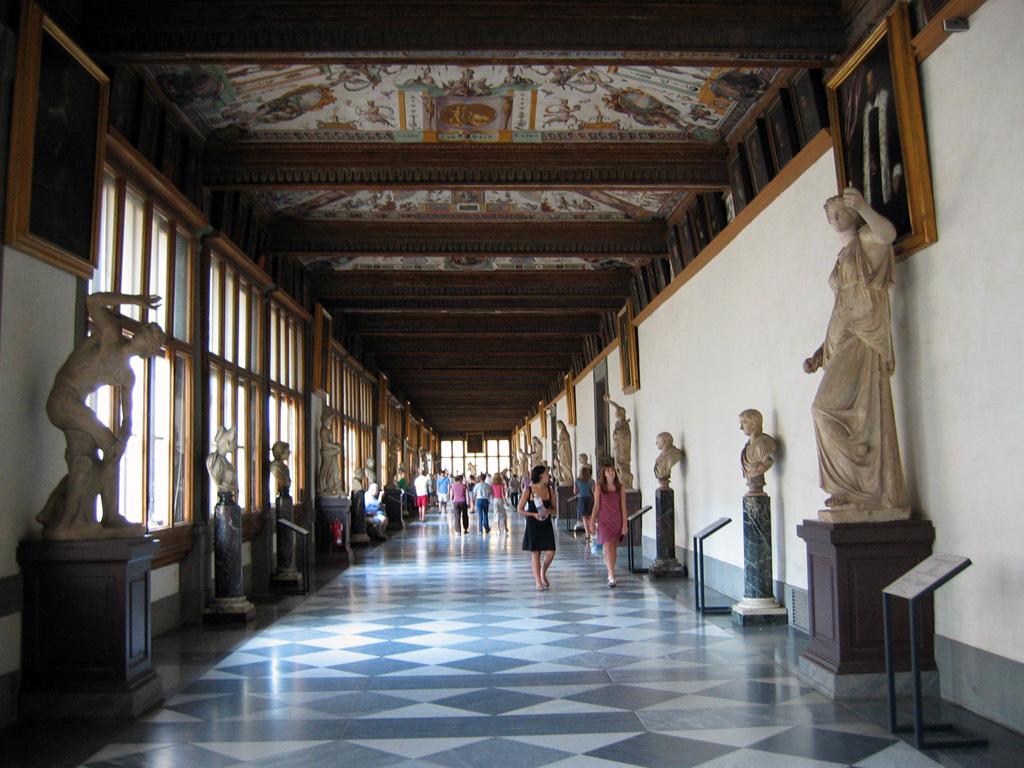
Gang met antieke beeldhouwwerken

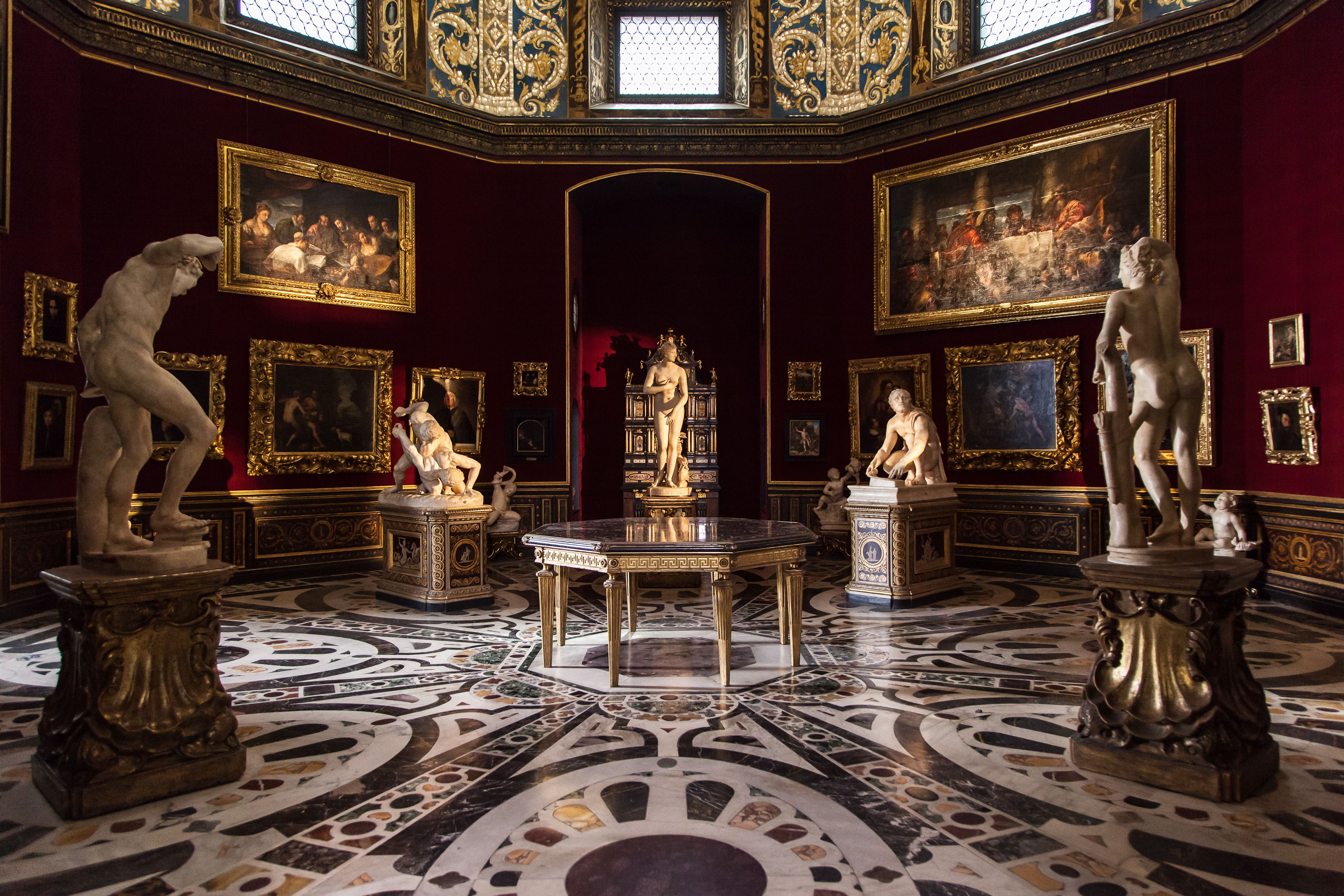
De Tribuna degli Uffizi, een octagonale zaal waarin de topwerken uit de klassieke oudheid en Italiaanse renaissance worden getoond

Het Palazzo degli Uffizi werd ontworpen door architect Giorgio Vasari en was in eerste instantie bedoeld als een reeks overheidskantoren voor de magistraten van Florence. De bouw van deze kantoren (gli uffizi) vond plaats in opdracht van Granduca Francisco de’ Medici, zoon van Cosimo I de' Medici. De Uffizi werden tussen 1560 en 1581 relatief snel gebouwd.
Francisco richtte op de bovenste verdieping van het gebouw een galerij in. De collectie werd daarna steeds verder verrijkt door leden van de De’ Medici familie. In 1743 werden de ‘kantoren’, samen met de De’ Medici-kunstcollectie, aan de stad nagelaten door Anna Maria Luisa, de zuster van de laatste De’ Medici-groothertog: Gian Gastone. Zij was de laatste erfgenaam van de De’ Medici familie. De groothertogen van het gebied Lorraine volgden de De’ Medici familie op en herorganiseerden en vergrootten de collectie. Uiteindelijk kwam de galerij in bezit van de Italiaanse staat.
Het gebouw is U-vormig. De museumzalen bevinden zich op de bovenste verdieping.
In 1993 werd een deel van het paleis verwoest door een autobom, waardoor ook enkele schilderijen werden vernietigd en enkele andere zwaar beschadigd. Vijf mensen kwamen bij de aanslag om. Wie de daders zijn is nog steeds onduidelijk, al wordt wel vaak de maffia genoemd.
Vanwege het grote aantal schilderijen dat nog in het depot stond, werd de oorspronkelijke 8000 m² expositieruimte in 2006 uitgebreid tot bijna 13.000 m².
De Galleria degli Uffizi is een van de belangrijkste bezienswaardigheden in Florence. Tijdens de zomermaanden zijn er vaak lange rijen voor de ingang.

## Collecties

### Schilderkunst
Het museum bevat een belangrijke collectie schilderkunst van met name Italiaanse schilders uit de late middeleeuwen, de vroege renaissance en de Barok. Daaronder bevinden zich werken van: Duccio, Giotto, Simone Martini, Cimabue, Fra Angelico, Masaccio, Filippo Lippi en zijn zoon Filippino Lippi, Botticelli, Bellini, Leonardo da Vinci, Michelangelo, Rafaël, Titiaan, Veronese, Bronzino, Caravaggio en Reni.
Daarnaast zijn er belangrijke werken van niet-Italianen zoals Velázquez, Ribera, François Clouet, David, Cranach, Dürer, Holbein, Memling, Van der Weyden, Van der Goes, Rubens en Rembrandt.
Belangrijke schilderijen zijn onder meer:
- Cimabue: Maestà
- Duccio: Maestà
- Giotto: De Ognissanti Madonna, Badia Polyptiek
- Simone Martini: De annunciatie
- Paolo Uccello: De slag om San Romano
- Piero della Francesca: Diptiek van hertog Federico da Montefeltro en hertogin Battista Sforza van Urbino
- Fra Filippo Lippi: Madonna met kind en twee Engelen
- Sandro Botticelli: La Primavera, De Geboorte van Venus, De aanbidding der wijzen
- Hugo van der Goes: Het Portinaritriptiek
- Leonardo da Vinci: De annunciatie, Aanbidding door de Wijzen
- Piero di Cosimo: De bevrijding van Andromeda door Perseus
- Albrecht Dürer: De aanbidding der wijzen
- Michelangelo: Tondo Doni
- Raphaël: Madonna met het puttertje, Paus Leo X met de kardinalen Giulio de' Medici en Luigi de' Rossi
- Titiaan: Flora, Venus van Urbino, Verrezen Christus
- Parmigianino: Madonna met de lange hals
- Caravaggio: Bacchus, Het offer van Izaäk, Medusa
- Andrea del Verrocchio: De doop van Christus

### Beeldhouwkunst
In de centrale gang worden een groot aantal Griekse en Romeinse) beeldhouwwerken getoond, waaronder de Gaddi Torso, de Worstelaars, de Venus de' Medici en de Medici-vaas. Het museum bezit tevens een collectie renaissance-, barok- en neoclassicistische sculpturen, zoals Bernini's Martelaarschap van de Heilige Laurentius en Tenerani's Verlaten Psyche.

### Overige kunstwerken
Het museum bezit een serie van acht kostbare Vlaamse, waarschijnlijk Brusselse wandtapijten uit de tweede helft van de zestiende eeuw, de zogenaamde Valoistapijten, die de exuberante feesten van Catharina de' Medici aan het Franse hof tonen.

## Galerij van bekende werken in het Uffizi

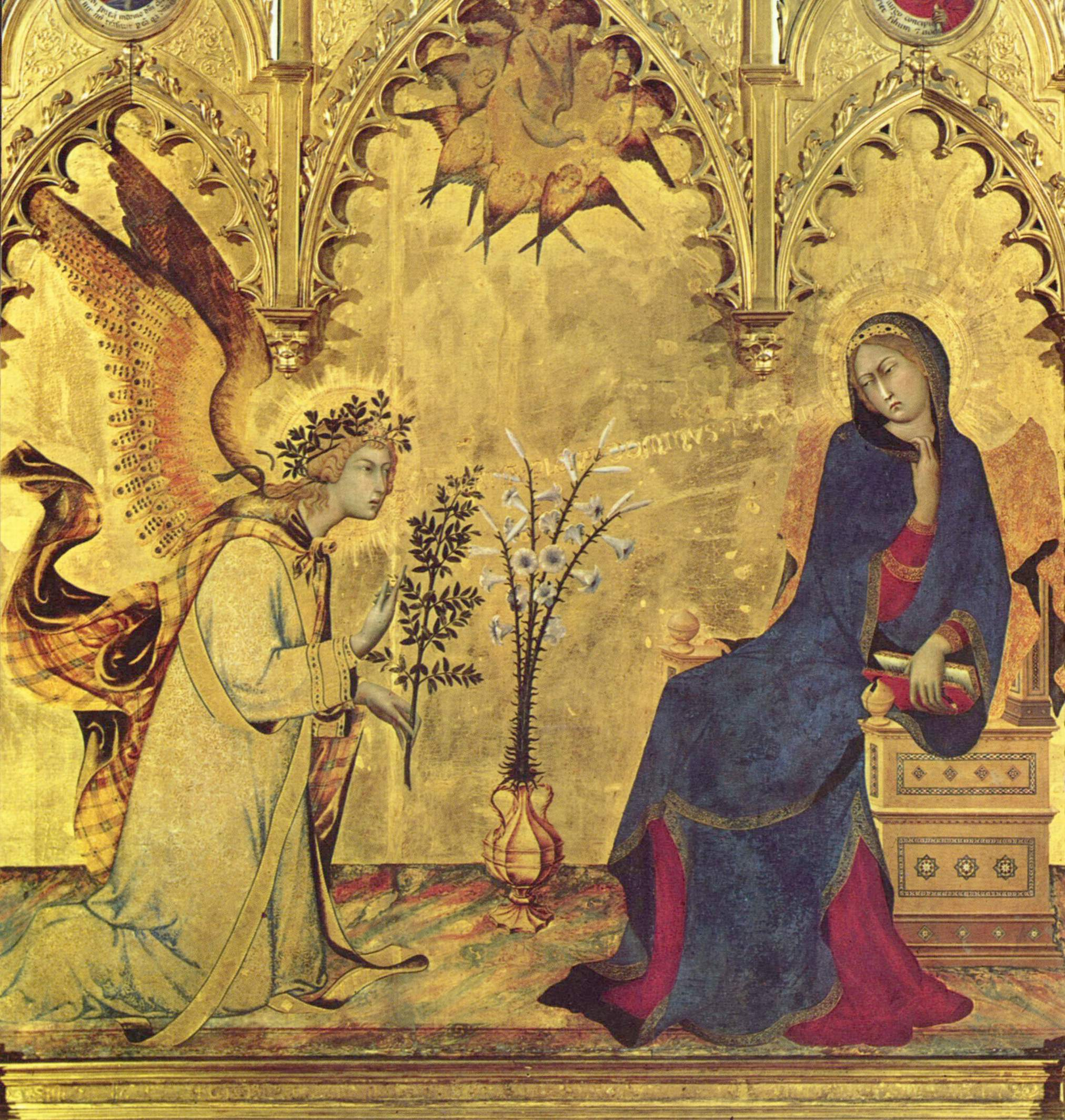
Simone Martini en Lippo Memmi: De annunciatie (1333)
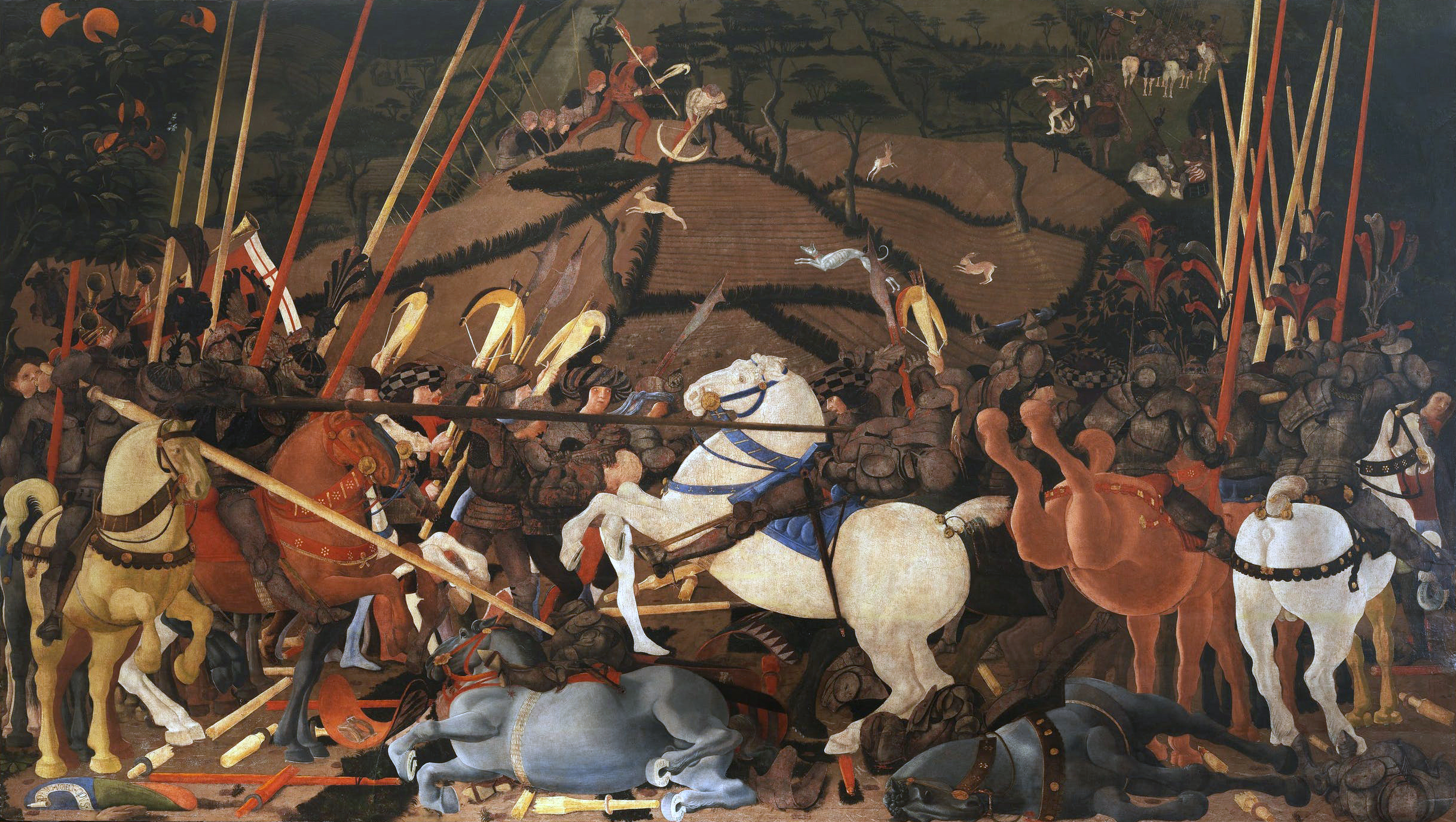
Paolo Uccello: La batalla de San Romano (ca. 1436-40)
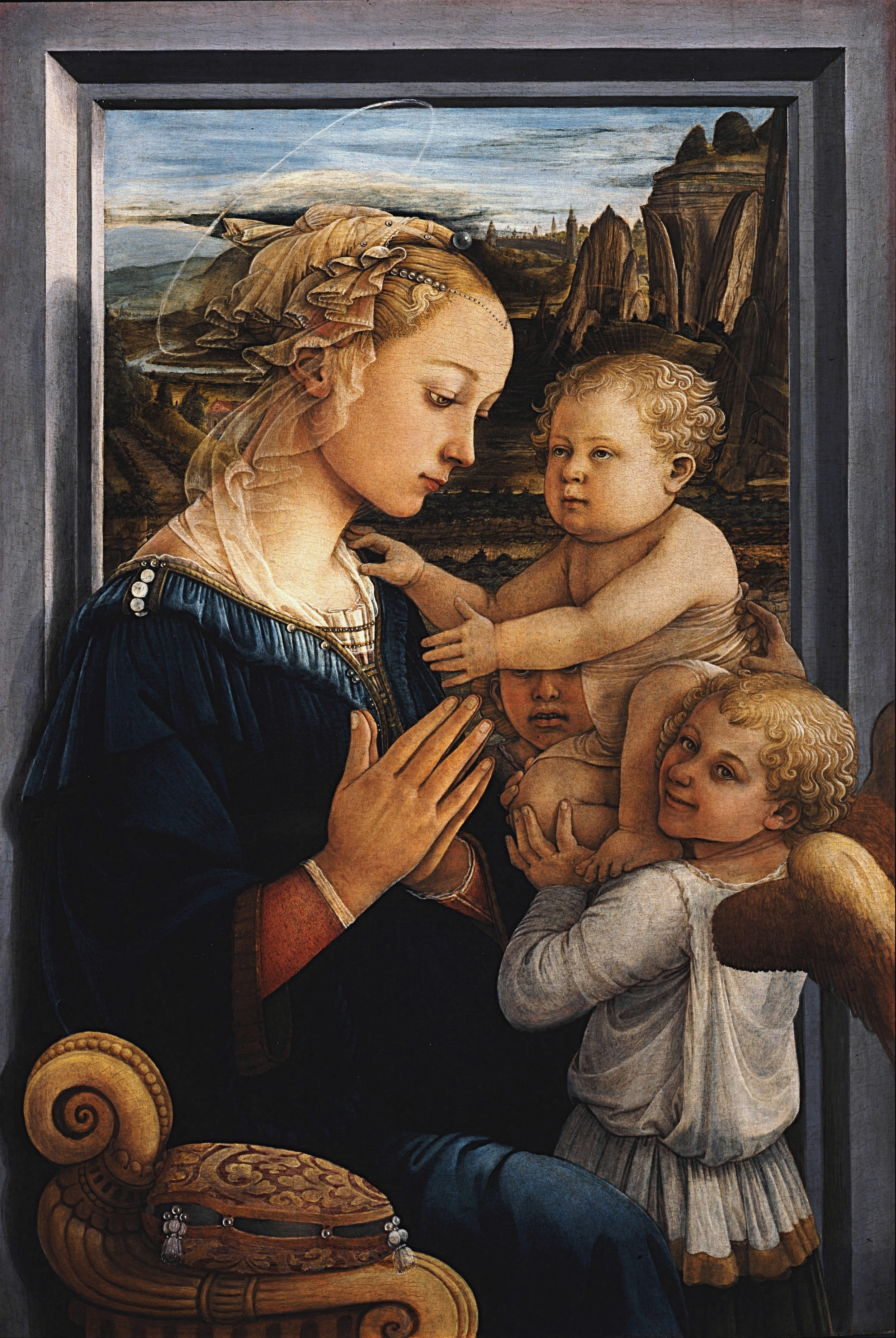
Fra Filippo Lippi; Madonna con due angeli (ca. 1460-65)
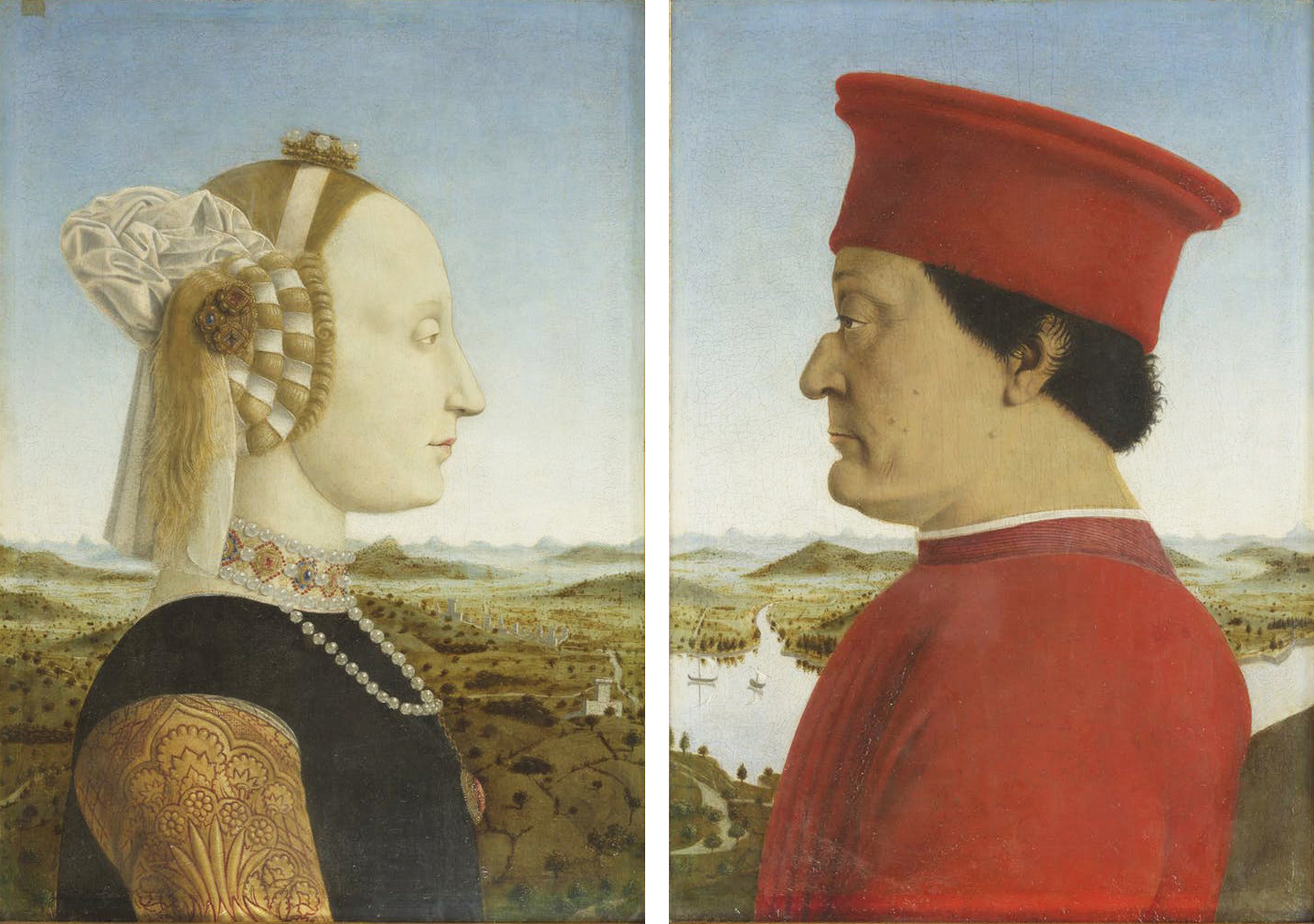
Piero della Francesca: Dubbelportret Battista Sforza en Federico da Montefeltro (ca. 1465)
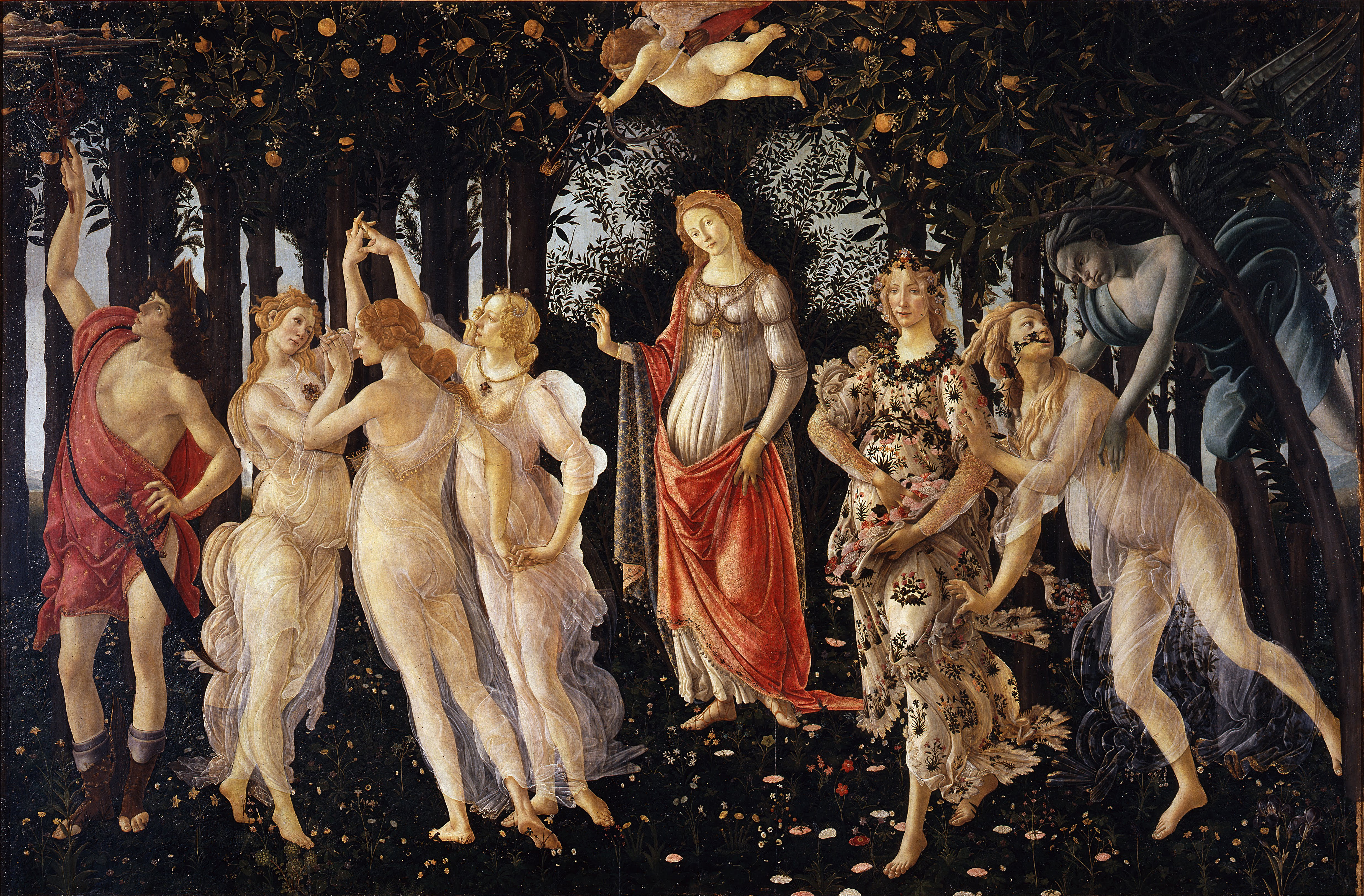
Botticelli: La Primavera (1482)
Botticelli: De Geboorte van Venus (ca. 1485)
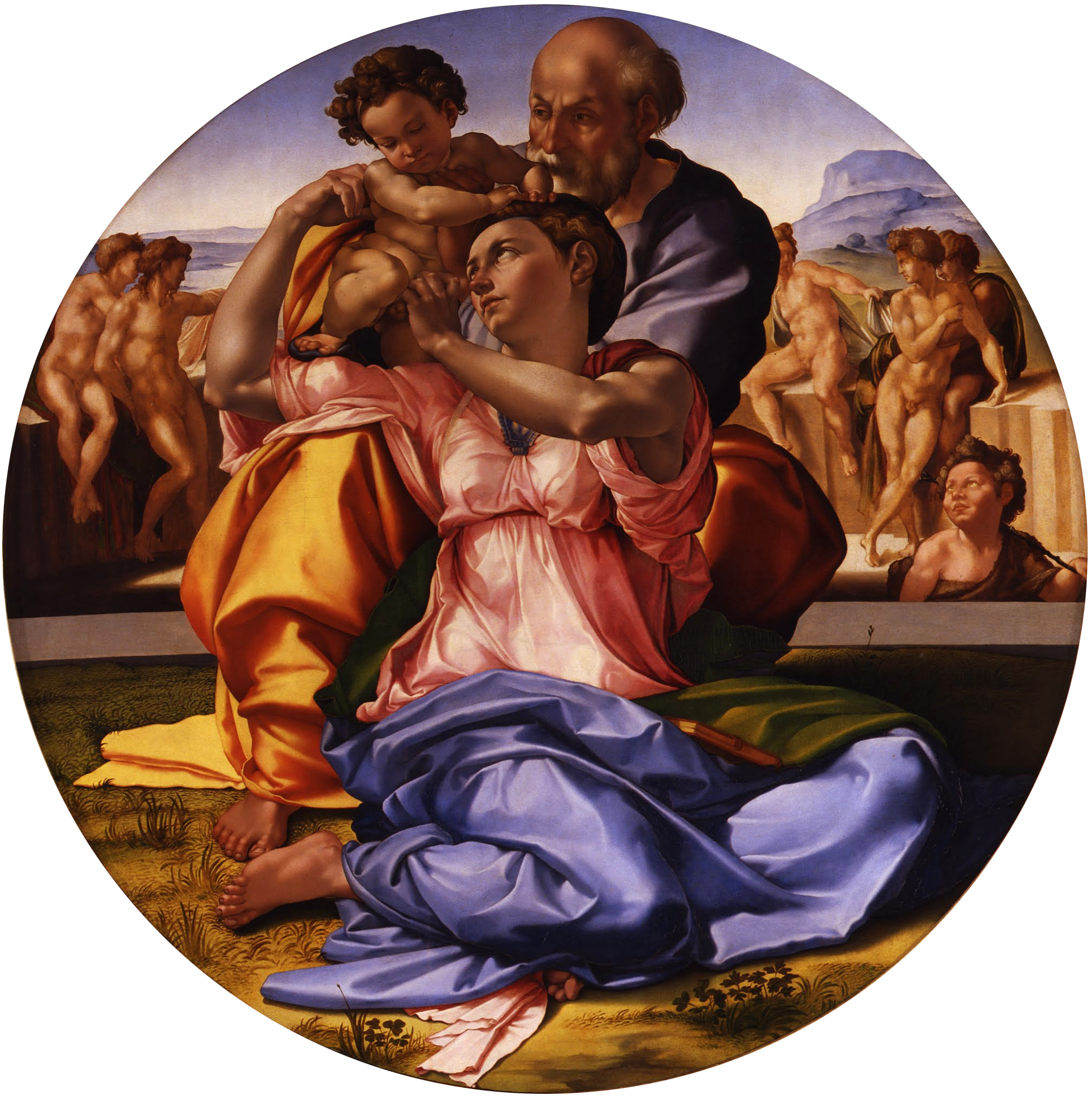
Michelangelo: Tondo Doni (1506)
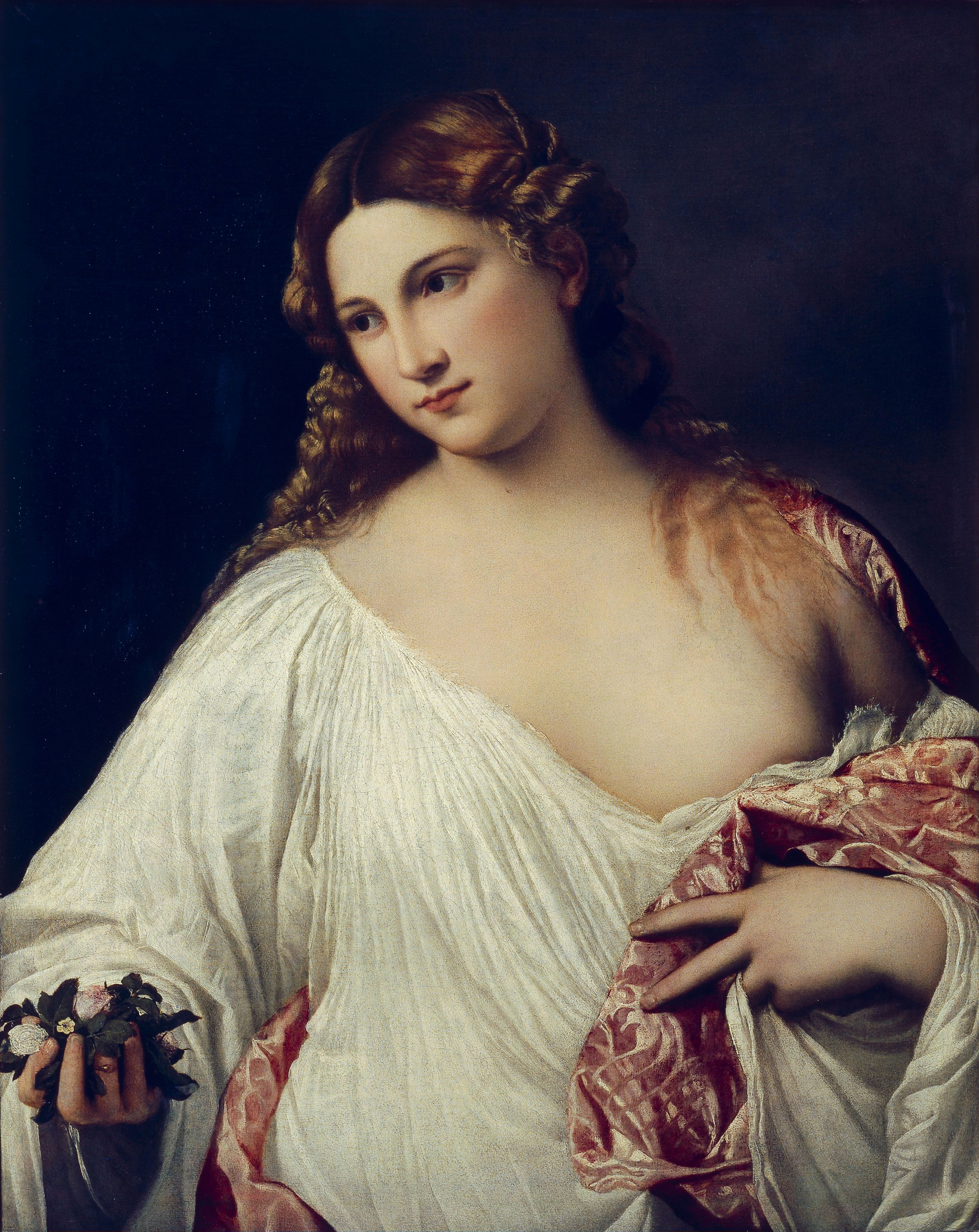
Titiaan: Flora (ca. 1515)
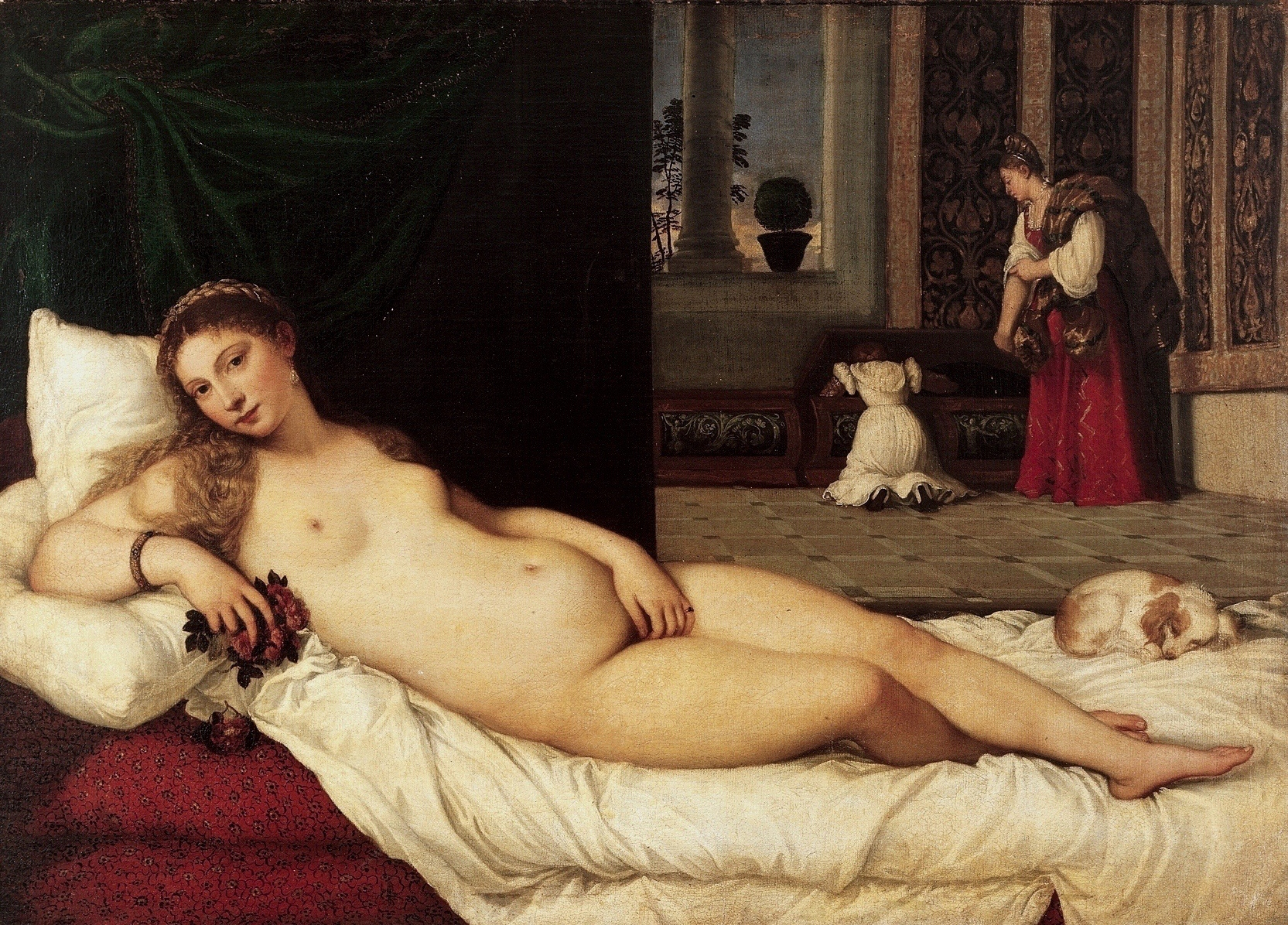
Titiaan: Venus van Urbino (1538)
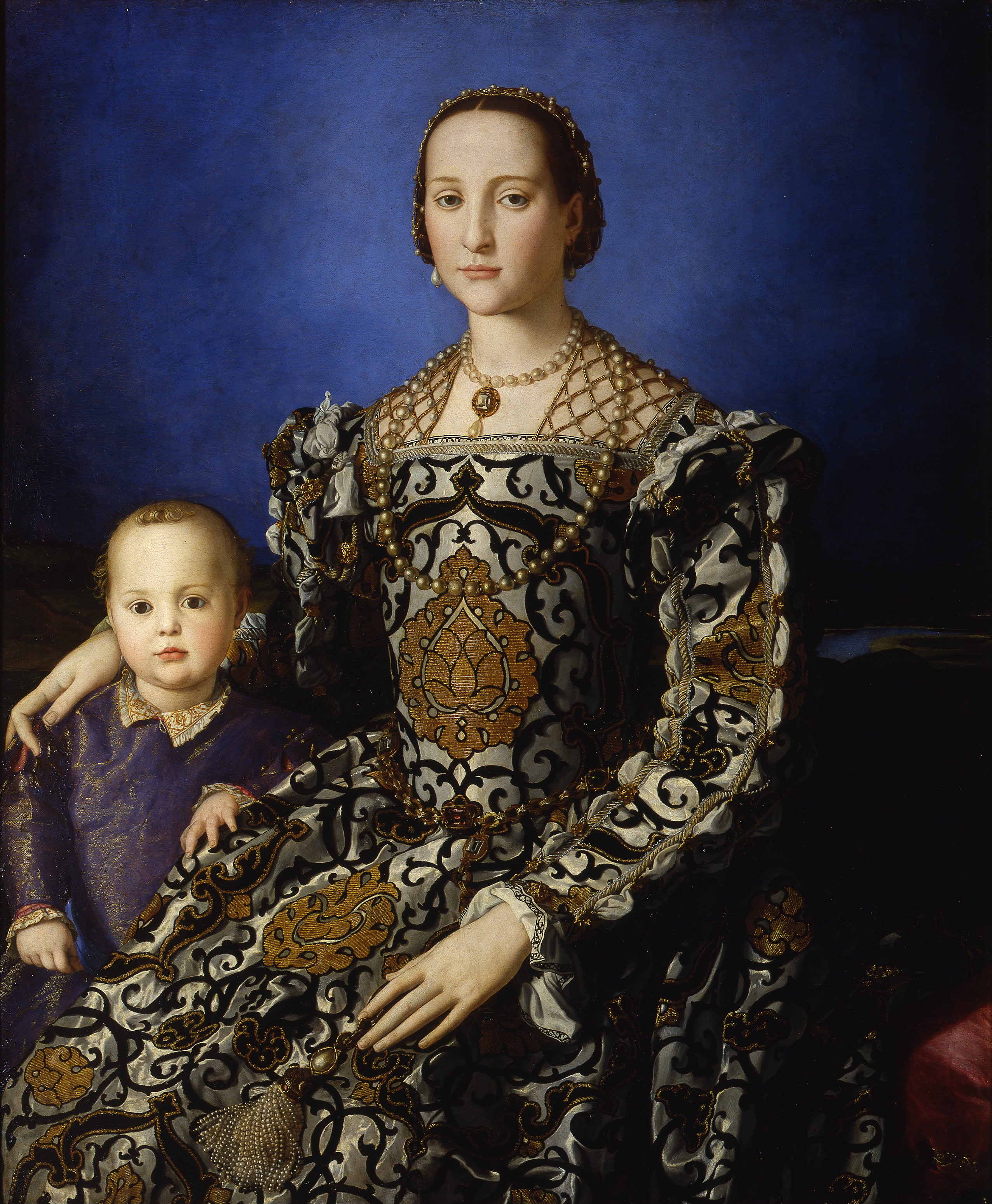
Bronzino: Portret van Eleonora di Toledo en haar zoon Giovanni (1545)
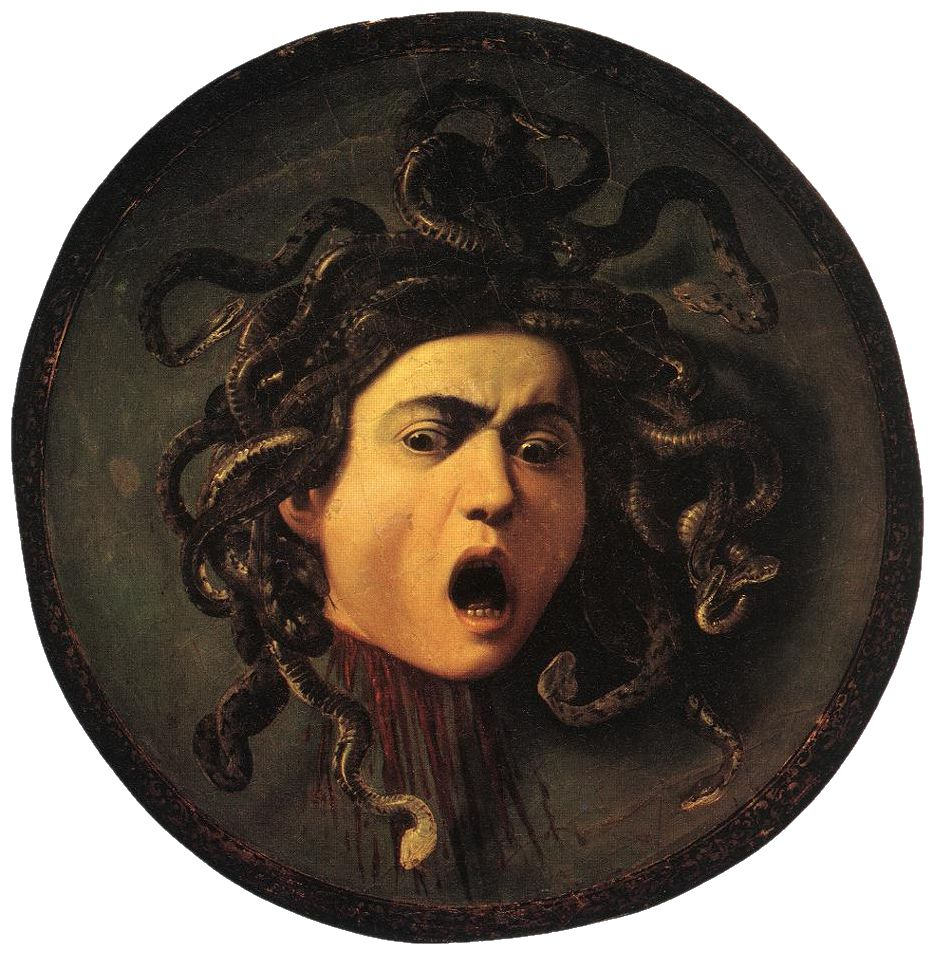
Caravaggio: Medusa (1595/96)
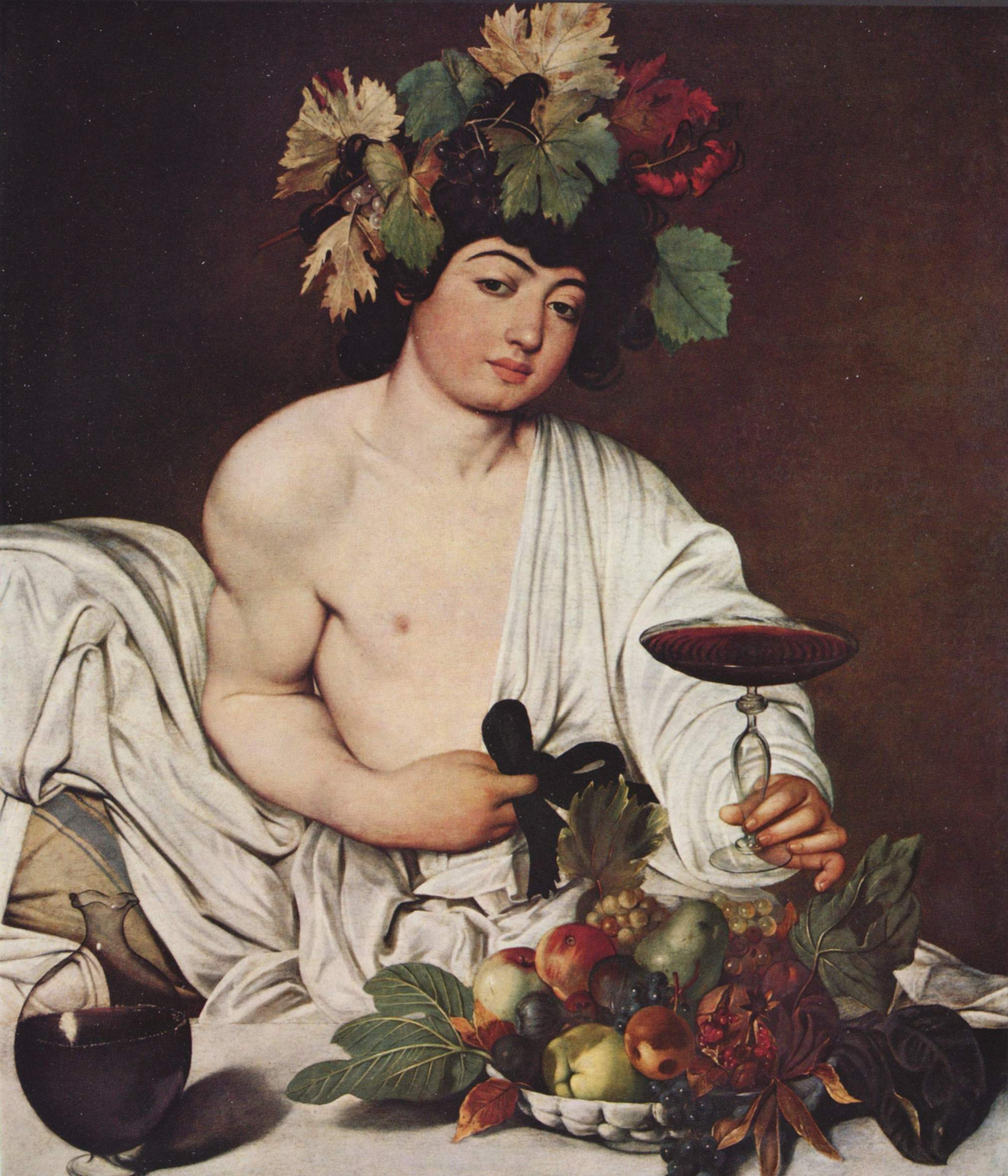
Caravaggio: Bacchus (ca. 1598)
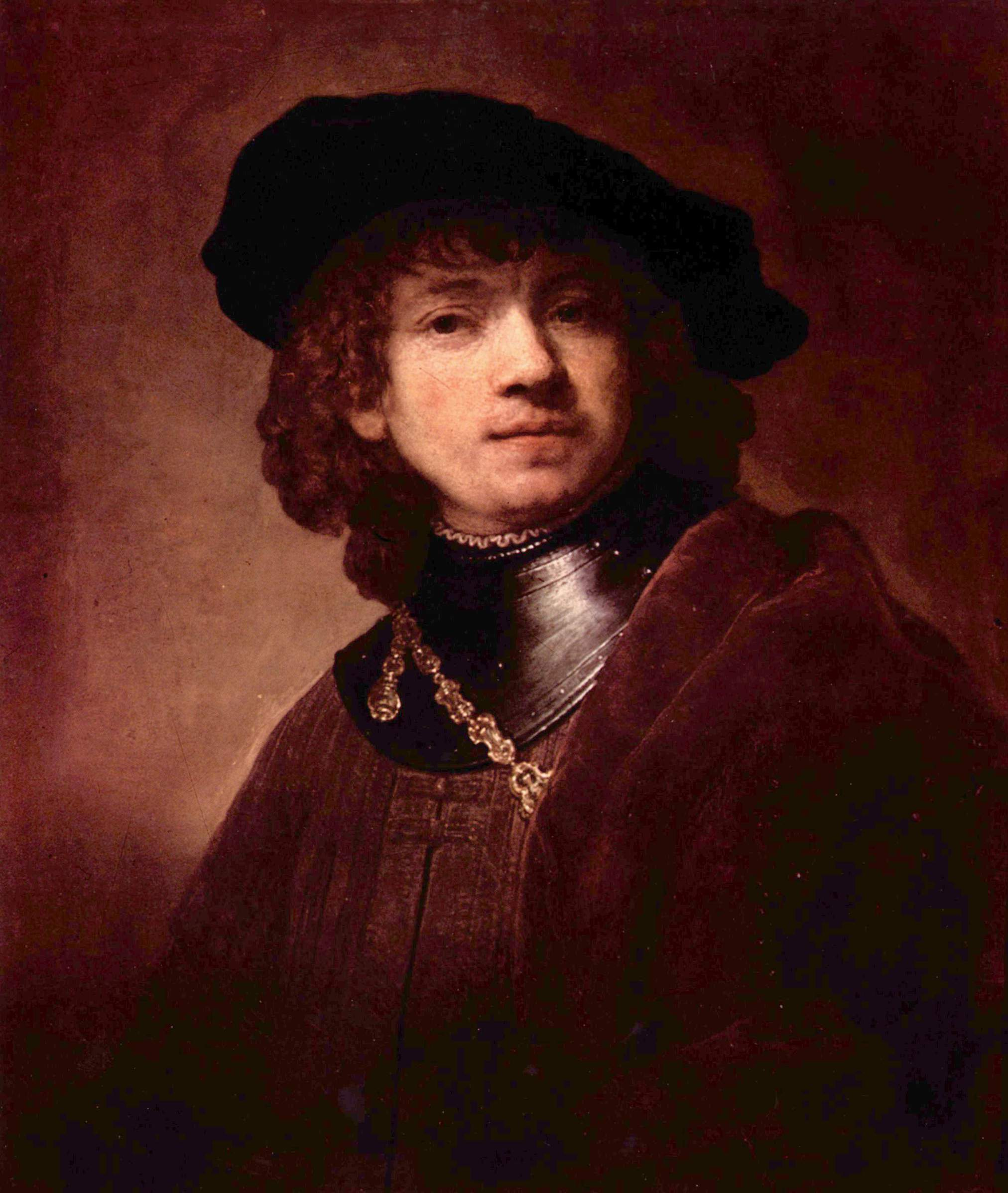
Rembrandt van Rijn: zelfportret (ca. 1639)
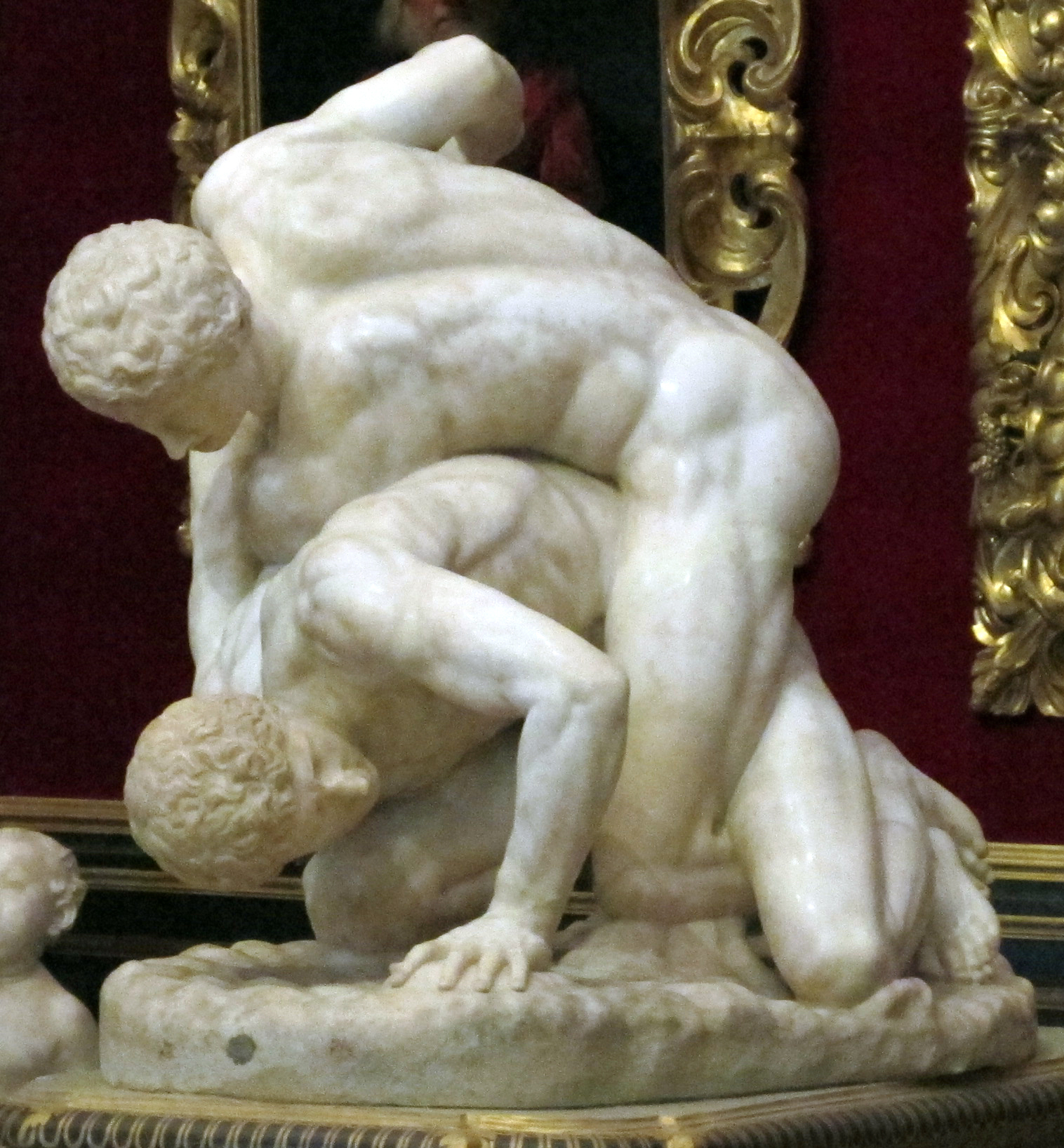
Uffizi worstelaars (3e eeuw v.Chr.)
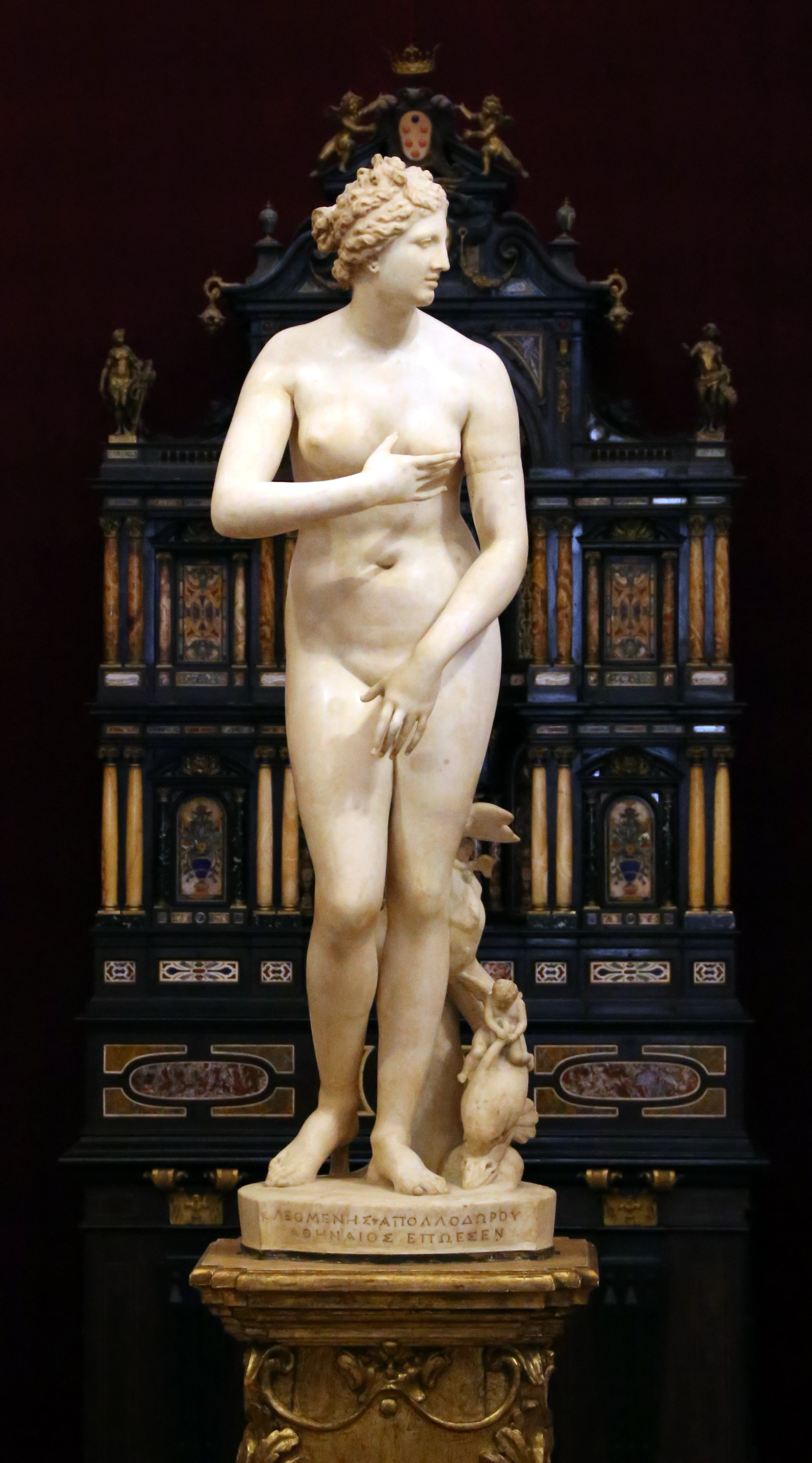
Venus de' Medici (1e eeuw v.Chr.)
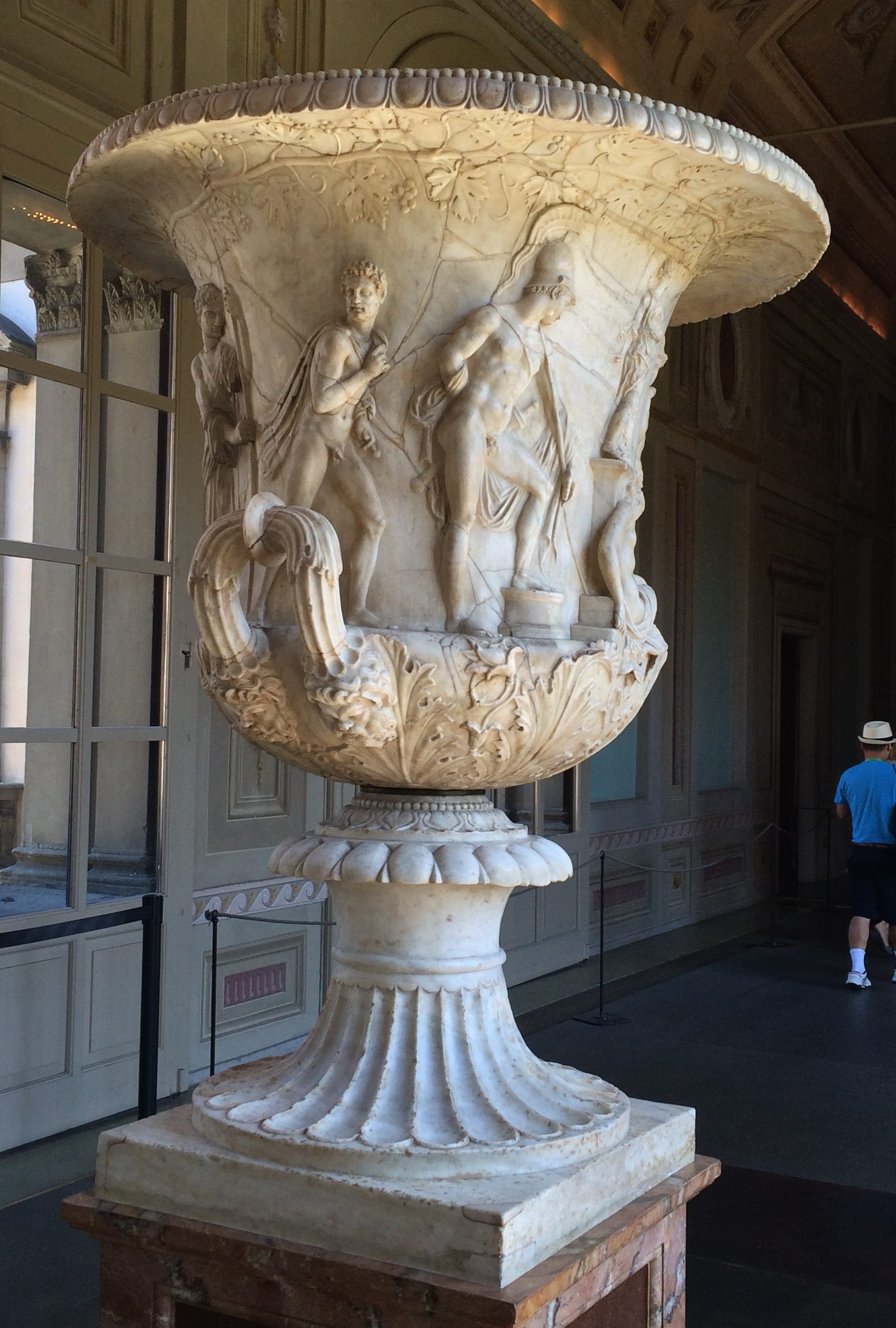
Medici-vaas (1e eeuw na Chr.)
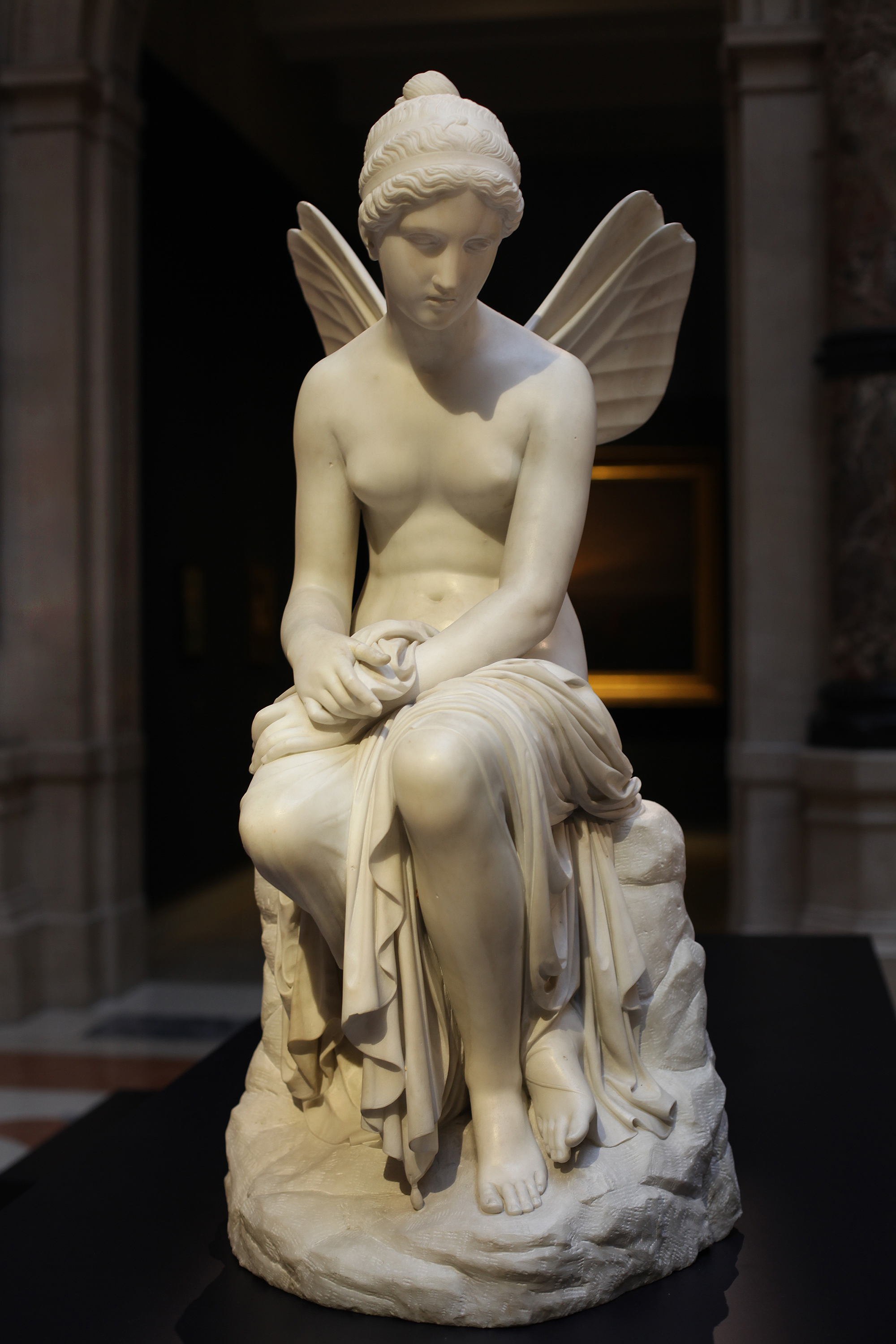
Pietro Tenerani: Verlaten Psyche (1816)
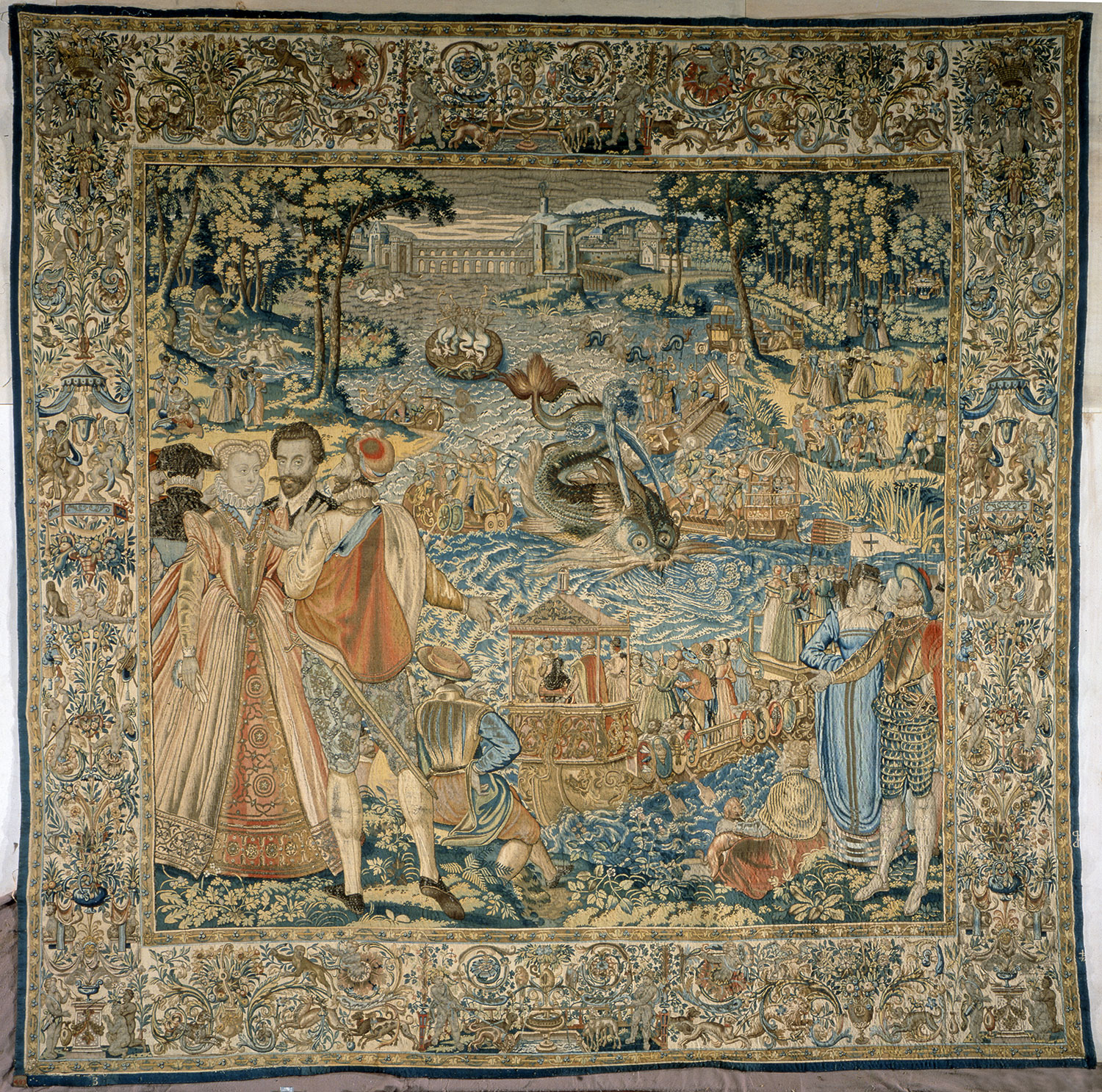
Valoistapijten: Fête nautique (ca. 1570-80)